# A Death-Grip on Yesterday
A Death-Grip on Yesterday è il terzo album in studio della band metalcore Atreyu.
È stato pubblicato il 28 marzo 2006 dalla Victory Records. Una settimana dopo la sua pubblicazione furono vendute più di 69 000 copie.
Rispetto a The Curse, l'album presenta dei suoni molto più melodici e tendenti all'post-hardcore, un'altra differenza sostanziale è la presenza di parti melodiche cantate da Alex Varkatzas.
Da notare è anche la lunghezza del disco che sembrerebbe più un EP, poiché dura solamente 33 minuti ed è diviso in 9 canzoni.
In agosto gli Atreyu realizzarono anche un video live per la canzone Untitled Finale.

## Tracce
1. Creature – 2:59
2. Shameful – 3:30
3. Our Sick Story (Thus Far) – 3:32
4. The Theft – 3:59
5. We Stand Up – 3:07
6. Ex's and Oh's – 3:32
7. Your Private War – 3:34
8. My Fork in the Road (Your Knife in My Back) – 3:26
9. Untitled Finale – 5:19

## Formazione
- Alex Varkatzas - voce melodica, voce death
- Dan Jacobs - chitarra, cori
- Travis Miguel - chitarra
- Marc McKnight - basso, cori
- Brandon Saller - batteria, voce melodica